# Storrs L. Olson
Pour les articles homonymes, voir Olson.
Storrs Lovejoy Olson (né le 3 avril 1944 à Chicago et mort le 20 janvier 2021,) est un biologiste et ornithologue américain travaillant à la Smithsonian Institution. C'est l'un des paléontologues des oiseaux les plus célèbres.
Plusieurs fossiles ont été nommés en son honneur, comme Nycticorax olsoni, Himantopus olsoni, Puffinus olsoni, Primobucco olsoni, Gallirallus storrsolsoni et Quercypodargus olsoni.

## Récompenses
- Loye and Allen Miller Research Award en 1994